# Камерленго Святої Римської церкви
Камерленго Святої Римської церкви (лат. Camerarius Sanctae Romanae Ecclesiae; італ. Camerlengo di Santa Romana Chiesa) — одна з найвищих посад в Римській курії. Камерленго очолює Апостольську палату і під час вакансії папського престолу має слідкувати за додержанням світських та майнових прав Святого Престолу.

## Історія та походження назви
Посада камерленго з'являється швидше за все в XI столітті, коли він також перебирає на себе повноваження архідиякона Святої Римської церкви та vestararius, які контролювали майно Римської церкви. Ці посади були скасовані папою Григорієм VII. Саме слово має середньовічне латинське походження, яке своєю чергою бере корені у франкському kamerling.
Поступово вага камерленго зросла і з XII століття він фактично стає другою особою в управлінні церквою. В його повноваження входив обов'язок слідкувати за всіма фінансовими ресурсами Святого Престолу (т. зв. camera thesauraria) та управлінням Папською областю. Церемоніальні функції камерленго відображали його посадові обов'язки. Він подавав Папі гроші, коли той мив ноги дванадцяти біднякам в Чистий четвер та брав чашу із золотими монетами під час папської коронації.
Папа Урбан V своєю конституцією Apostolatus officium від 12 жовтня 1363 року надав камерленго Святої Римської церкви повноваження для боротьби з піратами та розбійниками, що сильно дошкуляли Папській державі. А Урбан VI передав під його нагляд всі справи, що знаходилися під юрисдикцією Апостольської палати. В XV ст. з'являється назва camerlingus, що змінює camerarius і папа Сікст IV апостольською конституцією Etsi cunctarum від 30 червня 1490 року передає під нагляд камерленго продовольче забезпечення Риму, а папа Павло III конституцією Romani pontificis від 24 листопада 1544 року підпорядкував йому всіх службовців в Римі та Папській державі.
Поступово, з кінця XVI ст. його роль зменшується. Починає цю тенденцію папа Климент VIII своєю конституцією In conferendis від 18 грудня 1599 року. Посада камерленго стає почесною, а фактичне управління Апостольською палатою переходить до аудиторів та генерального казначея. Теперішні повноваження камерленго визначені в апостольських конституціях Pastor Bonus (від 28 червня 1988) та Universi dominici gregis (від 22 лютого 1996) папи Івана Павла II.
3 14 лютого 2019 року пост камерленго займає американський кардинал Кевін Фаррелл.